# Vansinnets berg
Vansinnets berg, i nyöversättning Vid vansinnets berg (engelsk originaltitel "At the Mountains of Madness"), är en kort skräckroman av den amerikanske författaren H.P. Lovecraft som han skrev i mars och april 1931. Den refuserades av Weird Tales samma år på grund av sin längd. Den publicerades sedan i delar i Astounding Stories, i februari-, mars- och april-numren 1936.
Romanen översattes till svenska 1987 av Sam J. Lundwall och 2009 av Arthur Isfelt. Den engelska versionen har återutgivits i ett flertal samlingar efter Lovecrafts död.
Enligt Lovecraftkännaren S. T. Joshi representerar romanen en avgörande "avmytologisering" av Cthulhu-mytologin.

## Handling
Romanen är skriven i jag-form där berättaren är en geolog från Miskatonic University vid namn professor William Dyer. Under en expedition till Antarktis upptäcker Dyer och hans kollegor urgamla spår av halvvegetabiliska och halvdjurliknande livsformer som är helt okända sedan tidigare. Varelsernas uråldrighet ställer till huvudbry på grund av deras högt utvecklade egenskaper. Genom en serie av mörka upptäckter, våldsamma episoder, missförstånd och skräckfyllda händelser får Dyer kunskap om jordens dolda historia och arv.

## Betydelse
Enligt S. T. Joshi visar "Vansinnets berg" på Lovecrafts uppriktiga åsikt angående den så kallade Cthulhu-mytologin samt "avmytologiserar" mycket av hans tidigare berättelser.
Flera av Lovecrafts berättelser utmärks av övernaturliga element som monster och det ockulta. "Vansinnets berg" verkar dock förklara ursprunget till dessa element, från ockulta symboler till "gudar" som Cthulhu, i rationella termer. Romanen förklarar flera element i Cthulhu-mytologin genom tidiga utomjordiska civilisationer som fanns på jorden långt innan människan uppkom.